# Бесте Кьокдемір
Бесте Кьокдемір (тур. Beste Kökdemir; нар. 29 серпня 1993, Синоп) — турецька акторка і модель.

## Біографія
Бесте народилася 29 серпня 1993 року в місті Синоп (Північна Туреччина).
Знімалася в рекламі і працювала як модель: з 16 років Бесті займається модельним бізнесом. Першу роль в кіно Бесте отримала в 2012 році в серіалі «Гола правда».
Далі зіграла роль Ачельї в серіалі «Милі маленькі ошуканки». З квітня 2016 року Бесте грає наложницю Османа II, Мелексиму-султан, в серіалі «Величне століття: Кесем-Султан». Бесте покинула серіал в червні 2016 року. З жовтня 2016 року Бесте знімається в серіалі «Пісня життя».

## Фільмографія
| Рік         |   | Українська назва               | Оригінальна назва      | Роль             |
| ----------- | - | ------------------------------ | ---------------------- | ---------------- |
| 2012        | с | Гола правда                    | Çıplak Gerçek          | Хазал            |
| 2014        | с | Блокнот                        | Not Defteri            | Селін            |
| 2015        | с | Милі маленькі ошуканки         | Tatlı Küçük Yalancılar | Ачелья Адемоглу  |
| 2015 — 2016 | с | Пойраз Караель                 | Poyraz Karayel         | Селін Караджа    |
| 2016        | с | Величне століття: Кесем Султан | Muhteşem Yüzyıl Kösem  | Мелексіма-султан |
| 2016        | с | Пісня життя                    | Hayat Şarkıcı Меліса   |                  |
| 2017        | ф | Камінь                         | Taş                    | Суна             |
| 2017        | с | 7 осіб                         | 7 yüz                  | Ирем             |
| 2018        | с | Султан мого серця              | Kalbim siltanı         | Хошьяр-султан    |
| 2019—2019   | с | Повсюди ти                     | Her Yerde Sen          | Eylül Gündüzeli  |